# タシテミル・アイトバエフ
タシテミル・アイトバエフ（ロシア語: Таштемир Айтбаев , ラテン文字転写: Tashtemir Aytbaev、1943年11月27日 - ）は、キルギス共和国の政治家、軍人、チェキスト。国家保安相、内務相、国家保安庁長官代行等を歴任。中将。

## 経歴
ナルィン州アク・タリンスキー地区トゴロク・モルド村出身。
- 1961年～1962年 - リハチェフ名称工場（モスクワ）の組立工
- 1962年～1967年 - バウマン名称モスクワ高等技術学校の学生
- 1967年～1969年 - プラスチック製品工場（フルンゼ）の先任設計士、主任技師
- 1969年～1970年 - コムソモールスヴェルドロフスキー地区委員会第二書記
- 1970年～1971年 - コムソモールピェルヴォマイスキー地区委員会第一書記
- 1971年～1973年 - コムソモールフルンゼ市委員会第二書記
- 1973年～1975年 - コムソモール中央委員会（モスクワ）の教官、責任組織官
- 1975年～1978年9月 - キルギス・コムソモール中央委員会書記
- 1978年9月～1982年11月 - キルギス・コムソモール中央委員会第一書記
- 1982年～1983年 - ソ連国家保安委員会（KGB）の監察官
- 1983年～1986年 - キルギス・ソビエト社会主義共和国KGB副議長、第一副議長
- 1986年～1990年 - キルギス共産党オシ州委員会の課主任
- 1990年～1991年 - オシ州人民監督委員会議長
- 1991年 - 党ナルィン州委員会第一書記、書記
- 1991年～1995年 - 株式会社「キルギスオートサービス」副社長
- 1995年～1999年 - 内務次官
- 1999年～2000年 - 国家保安相
- 2000年12月30日～2002年 - 内務相

2002年1月18日、「業務不十分」のため内務相を解任。同年7月から法務次官、刑執行総局長。2005年3月30日～2006年5月10日、国家保安庁長官代行。
2006年、株式会社「キルギスプロムストロイバンク」取締役。

## パーソナル
「名誉記章」勲章、メダル4個、キルギス・ソビエト社会主義共和国最高会議賞状2枚を受章。